# Si je peux me permettre
Si je peux me permettre est une pièce de théâtre de Robert Lamoureux créée en 1996 au théâtre des Nouveautés à Paris.
Mise en scène par Frédéric Bouchet puis Francis Joffo au théâtre Saint-Georges, cette pièce a été nommée lors de la Nuit des Molières en 1997 en tant que meilleure pièce comique.
Robert Lamoureux avait tenu à l'affiche jusqu'en 2000 dans cette pièce.

## Synopsis
Un homme d'affaires malhonnête compromet sa famille en se lançant dans le rachat d'une compagnie aérienne.

## Acteurs
- Robert Lamoureux : Marcel Lorion
- Jacques Balutin : Franck Lequillard
- Magali de Vendeuil : Fabienne Lequillard
- Mado Maurin : Joséphine Lequillard
- Annie Jouzier : Catarina Picot
- Philippe Houy : Albert Picot
- Catherine Collomb : Corinne
- Remplaçants :
  - Olivier Lejeune : Marcel Lorion
  - Marie-France Mignal : Fabienne Lequillard
  - Hélène Manesse : Catarina Picot